# Phytotelmatrichis
Genre
Phytotelmatrichis est un genre de coléoptères de la famille des Ptiliidae.

## Liste d'espèces
Selon Catalogue of Life (3 mars 2021) :
- Phytotelmatrichis osopaddington, Darby & Chaboo, 2015 ;
- Phytotelmatrichis peruviensis, Darby & Chaboo, 2015 ;
- Phytotelmatrichis rava, Darby, 2017.

## Publication originale
- (en) Michael Darby et Caroline S. Chaboo, « Phytotelmatrichis, a new genus of Acrotrichinae (Coleoptera: Ptiliidae) associated with the phytotelmata of Zingiberales plants in Peru », Zootaxa, Magnolia Press (d), vol. 4052, no 1,‎ 1er décembre 2015, p. 96–106 (ISSN 1175-5334 et 1175-5326, OCLC 49030618, PMID 26624778, DOI 10.11646/ZOOTAXA.4052.1.4, lire en ligne).